# Raúl Gutiérrez
Raúl Erasto Gutiérrez Jacobo (Mexikóváros, 1966. október 16. – ) mexikói válogatott labdarúgó és edző. 

## Pályafutása

### Klubcsapatban
Mexikóvárosban született. Pályafutását 1989-ben kezdte az Atlante csapatában, melynek tagjaként 1993-ban bajnoki címet szerzett. 1994-től 1999-ig a Club América játékosa volt. 2000 és 2001 között ismét az Atlantéban szerepelt, majd visszatért a Club Américához, ahol szintén egy évig játszott és egy bajnoki címet szerzett. 2002-ben a León színeiben fejezte be a pályafutását. 

### A válogatottban
1991 és 1996 között 37 alkalommal szerepelt az mexikói válogatottban. Részt vett az 1994-es világbajnokságon, az 1993-as és az 1995-ös Copa Américán, valamint tagja volt az 1993-as és az 1996-os CONCACAF-aranykupán aranyérmet, az 1995-ös konföderációs kupán pedig bronzérmet szerző csapatnak is. 

### Edzőként
2007 és 2009 között a Correcaminos UAT csapatánál kezdte az edzősködést. 2010-től 2013-ig a mexikói U17-es válogatott szövetségi edzője volt és irányításával 2011-ben hazai pályán U17-es világbajnoki címet szereztek. 2013-ban ismét a döntőig vezette a válogatottat, de akkor 3–0 arányban vereséget szenvedtek Nigériával szemben. 2014 és 2016 között az olimpiai csapatot edzette és kijutottak a Rio de Janeiróban rendezett 2016. évi nyári olimpiai játékokra. 2017-ben az Atlante, 2019-ben a Potros UAEM, 2020-ban a San José edzője volt. 2021 és 2022 között Hondurasban dolgozott a Real España csapatánál. 2022-ben hazatért Mexikóba a Cruz Azul Hidalgo együtteséhez. 2023-ban a Cruz Azul vezetőedzője volt.

## Sikerei, díjai

### Játékosként
CF Atlante
- Mexikói bajnok (1): 1992–93

Club América
- Mexikói bajnok (1): Verano 2002
- CONCACAF-óriások kupája (1): 2001

Mexikó
- CONCACAF-aranykupa győztes (2): 1993, 1996
- Copa América ezüstérmes (1): 1993
- Konföderációs kupa bronzérmes (1): 1995

### Edzőként
Mexikó U17
- U17-es világbajnok (1): 2011
- U17-es világbajnoki döntős (1): 2013